# Macroretrus confusus
Macroretrus confusus är en skalbaggsart som beskrevs av Edgar von Harold 1862. Macroretrus confusus ingår i släktet Macroretrus och familjen Aphodiidae. Inga underarter finns listade i Catalogue of Life.